# Saint-Martial-Viveyrol
Pour les articles homonymes, voir Saint-Martial.
Saint-Martial-Viveyrols redirige ici.
Saint-Martial-Viveyrol, parfois orthographiée Saint-Martial-Viveyrols, est une commune française située dans le département de la Dordogne, en région Nouvelle-Aquitaine.

## Géographie

### Accès
Saint-Martial-Viveyrol est une commune du nord-ouest de la Dordogne située à deux kilomètres au nord-ouest de Verteillac.

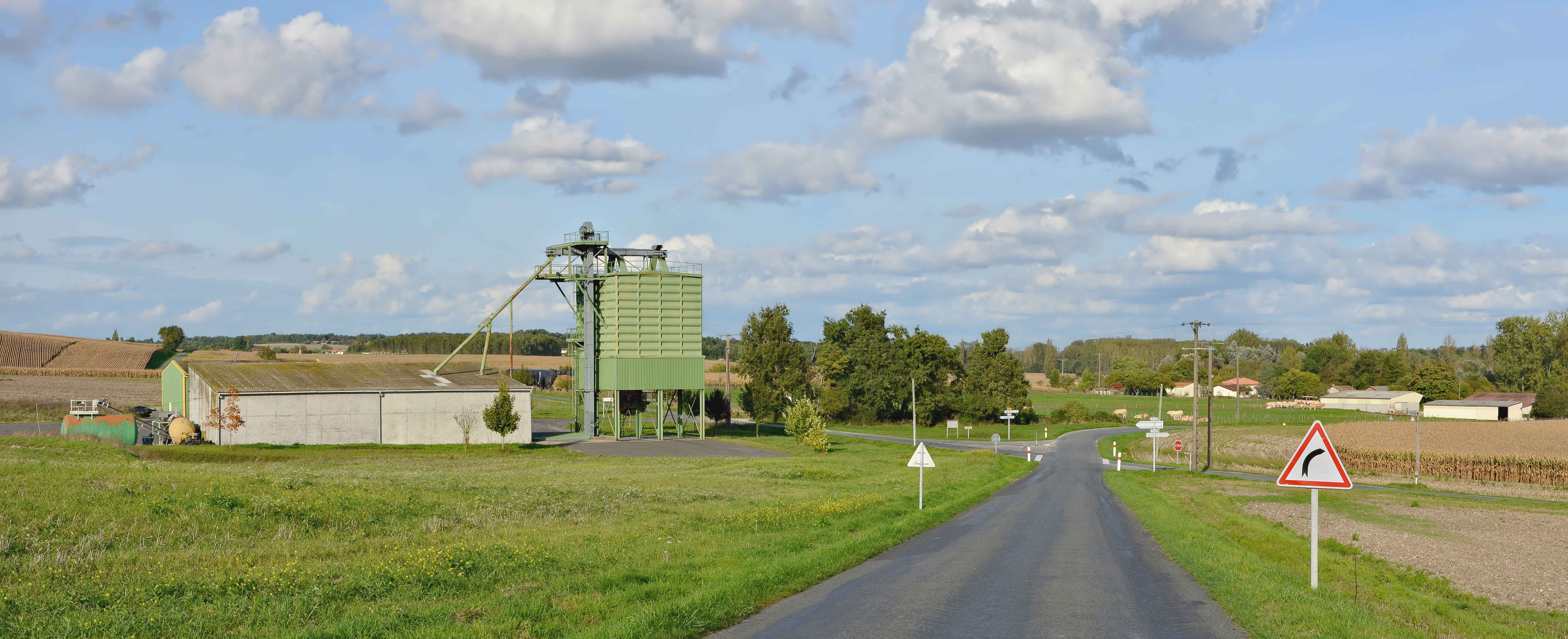
La D 97, au sud du bourg

Le village est traversé par la route départementale 1 (D1) reliant Chancelade à la Charente (près de Salles-Lavalette) puis à Montmoreau-Saint-Cybard (D24). Au nord et au sud, les routes départementales D101 et D97 mènent également au village. Il se situe à 15 kilomètres au nord de Ribérac, 2,5 kilomètres de Verteillac, à 44 kilomètres de Périgueux et 35 kilomètres d'Angoulême. Saint-Martial-Viveyrol est également proche de la Charente, puisque la limite départementale est seulement à 5 kilomètres (Nanteuil-Auriac-de-Bourzac).

### Communes limitrophes
Saint-Martial-Viveyrol est limitrophe de sept autres communes, dont Bertric-Burée au sud par un quadripoint.
| Nanteuil-Auriac-de-Bourzac | La Chapelle-Grésignac   | Cherval    |
|                            | Saint-Martial-Viveyrol  | Verteillac |
| Bouteilles-Saint-Sébastien | Lusignac, Bertric-Burée |            |

### Géologie et relief

#### Géologie
Situé sur la plaque nord du Bassin aquitain et bordé à son extrémité nord-est par une frange du Massif central, le département de la Dordogne présente une grande diversité géologique. Les terrains sont disposés en profondeur en strates régulières, témoins d'une sédimentation sur cette ancienne plate-forme marine. Le département peut ainsi être découpé sur le plan géologique en quatre gradins différenciés selon leur âge géologique. Saint-Martial-Viveyrol est située dans le troisième gradin à partir du nord-est, un plateau formé de calcaires hétérogènes du Crétacé.
Les couches affleurantes sur le territoire communal sont constituées de formations superficielles du Quaternaire datant du Cénozoïque, de roches sédimentaires du Mésozoïque. La formation la plus ancienne, notée c4a-c, date du Santonien inférieur à supérieur, composée de calcaires crayeux gris glauconieux en plaquettes évoluant dans le secteur sud avec apparition de silex noirs ou bruns et de rudistes (formation de Saint-Laurent-sur-Manoire). La formation la plus récente, notée CFp, fait partie des formations superficielles de type colluvions indifférenciées de versant, de vallon et plateaux issues d'alluvions, molasses, altérites. Le descriptif de ces couches est détaillé dans  les feuilles « no 733 - Montmoreau » et « no 734 - Nontron » de la carte géologique au 1/50 000 de la France métropolitaine, et leurs notices associées,.

Carte géologique de Saint-Martial-Viveyrol.

#### Relief et paysages
Le département de la Dordogne se présente comme un vaste plateau incliné du nord-est (491 m, à la forêt de Vieillecour dans le Nontronnais, à Saint-Pierre-de-Frugie) au sud-ouest (2 m à Lamothe-Montravel). L'altitude du territoire communal varie quant à elle entre 79 mètres et 193 mètres dans le nord-ouest, au réservoir au sud-est de Mortignac. Le bourg est situé à 104 mètres d'altitude
.
Dans le cadre de la Convention européenne du paysage entrée en vigueur en France le 1er juillet 2006, renforcée par la loi du 8 août 2016 pour la reconquête de la biodiversité, de la nature et des paysages, un atlas des paysages de la Dordogne a été élaboré sous maîtrise d’ouvrage de l’État et publié en octobre 2020. Les paysages du département s'organisent en huit unités paysagères,. La commune est dans le Ribéracois, une région naturelle possédant un relief vallonné avec des altitudes moyennes comprises autour des 130-160 m, sculpté par la Dronne et ses nombreux affluents. Les paysages sont ondulés de grandes cultures dont les vastes horizons contrastent avec les paysages plus cloisonnés de la Dordogne,.
La superficie cadastrale de la commune publiée par l'Insee, qui sert de référence dans toutes les statistiques, est de 12,63 km2,,. La superficie géographique, issue de la BD Topo, composante du Référentiel à grande échelle produit par l'IGN, est quant à elle de 12,75 km2.

### Hydrographie

#### Réseau hydrographique
La commune est située dans le bassin de la Dordogne au sein du Bassin Adour-Garonne. Elle est drainée par la Sauvanie, la Cendronne et par divers petits cours d'eau, qui constituent un réseau hydrographique de 18 km de longueur totale,.
La commune est tournée vers la vallée de la Sauvanie, ruisseau qui servait de ligne de démarcation naturelle pendant la Seconde Guerre mondiale. D'une longueur totale de 14,58 km, elle prend sa source dans la commune de Cherval et se jette dans la Lizonne en rive gauche, en limite d'Allemans et Saint-Paul-Lizonne, face à la commune de Saint-Séverin,. Elle borde la commune  à l'est sur plus de cinq kilomètres et demi, face à Verteillac.
Autre affluent de rive gauche de la Lizonne, la Cendronne prend sa source dans le sud-ouest de la commune qu'elle arrose sur 700 mètres.

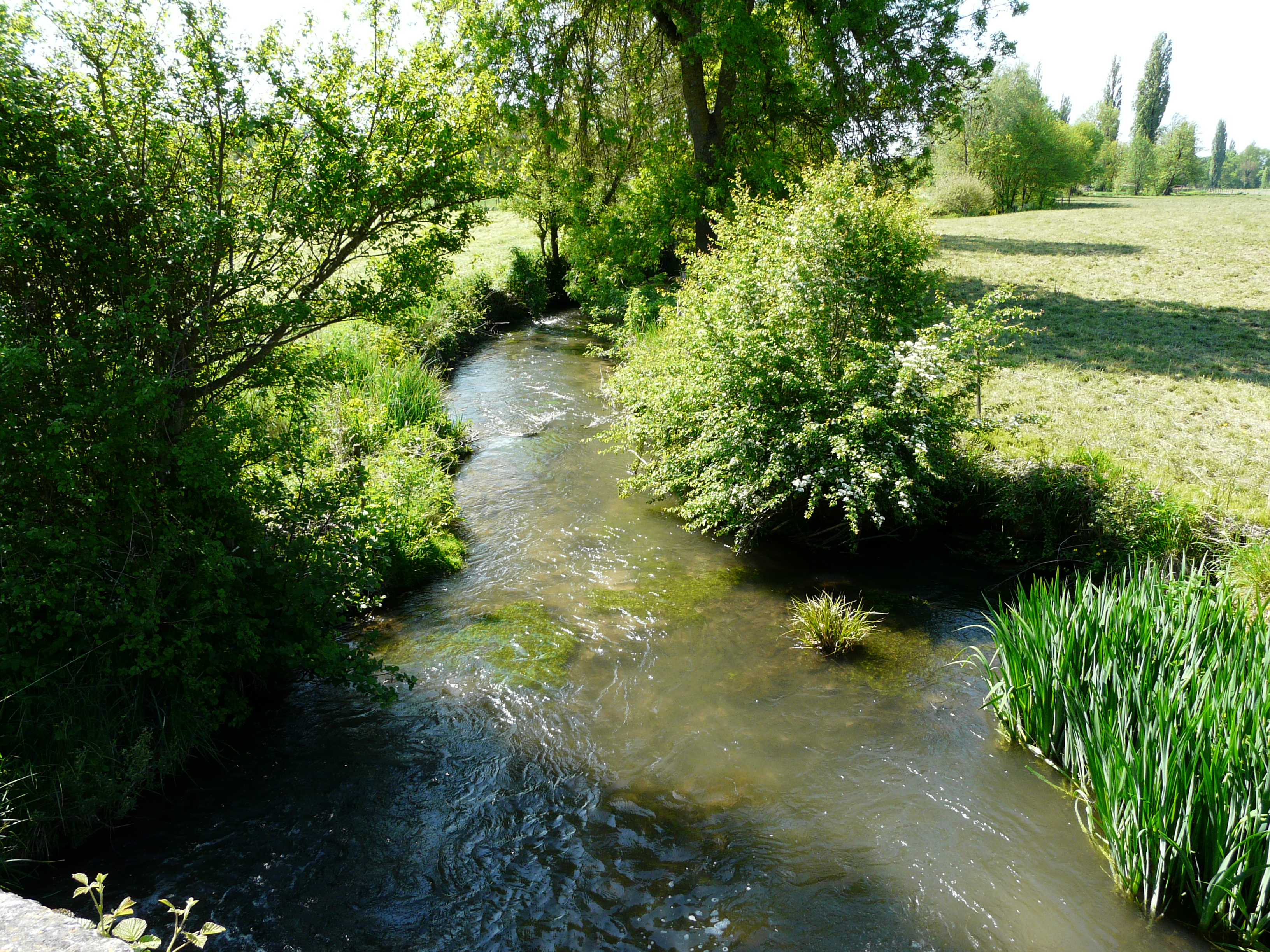
La Sauvanie au pont de Greneyren (route départementale 97), en limite de Verteillac (à gauche) et Saint-Martial-Viveyrol.
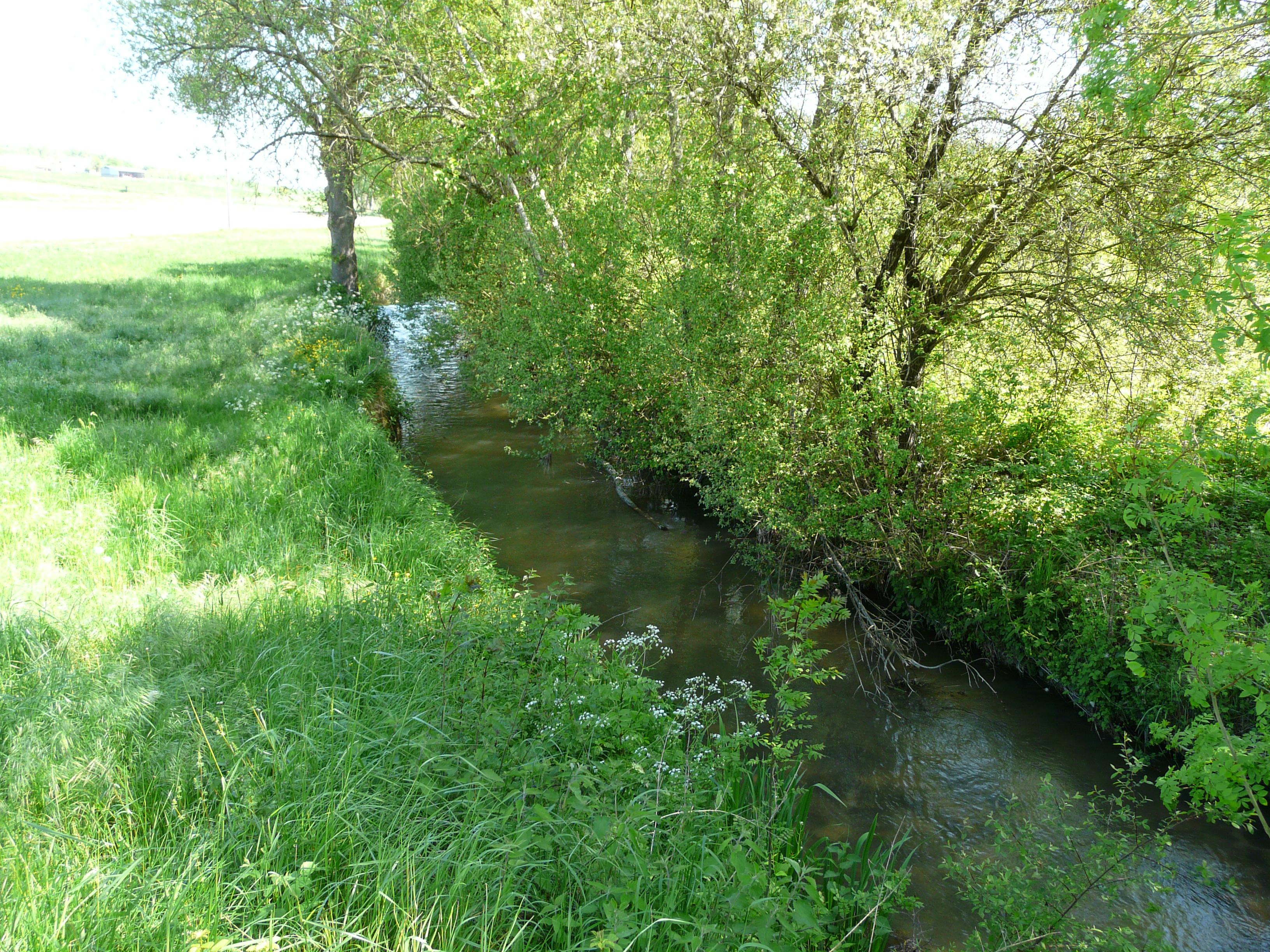
La Sauvanie en amont du pont de l'Épine basse, en limite de Saint-Martial-Viveyrol (à gauche) et Verteillac.
Réseaux hydrographique et routier de Saint-Martial-Viveyrol.

#### Gestion et qualité des eaux
Le territoire communal est couvert par le schéma d'aménagement et de gestion des eaux (SAGE) « Isle - Dronne ». Ce document de planification, dont le territoire regroupe les bassins versants de l'Isle et de la Dronne, d'une superficie de 7 500 km2, a été approuvé le 2 août 2021. La structure porteuse de l'élaboration et de la mise en œuvre est l'établissement public territorial de bassin de la Dordogne (EPIDOR). Il définit sur son territoire les objectifs généraux d’utilisation, de mise en valeur et de protection quantitative et qualitative des ressources en eau superficielle et souterraine, en respect des objectifs de qualité définis dans le troisième SDAGE  du Bassin Adour-Garonne qui couvre la période 2022-2027, approuvé le 10 mars 2022.
La qualité des eaux de baignade et des cours d’eau peut être consultée sur un site dédié géré par les agences de l’eau et l’Agence française pour la biodiversité.

### Climat
Pour des articles plus généraux, voir Climat de la Nouvelle-Aquitaine et Climat de la Dordogne.
Historiquement, la commune est exposée à un climat océanique aquitain.  
En 2020, Météo-France publie une typologie des climats de la France métropolitaine dans laquelle la commune est exposée à un climat océanique altéré et est dans la région climatique  Aquitaine, Gascogne, caractérisée par une pluviométrie abondante au printemps, modérée en automne, un faible ensoleillement au printemps, un été chaud (19,5 °C), des vents faibles, des brouillards fréquents en automne et en hiver et des orages fréquents en été (15 à 20 jours).
Pour la période 1971-2000, la température annuelle moyenne est de 12,3 °C, avec  une amplitude thermique annuelle de 14,8 °C. Le cumul annuel moyen de précipitations est de 904 mm, avec 11,7 jours de précipitations en janvier et 6,9 jours en juillet. Pour la période 1991-2020, la température moyenne annuelle observée sur la station météorologique installée sur la commune est de 13,3 °C et le cumul annuel moyen de précipitations est de 862,3 mm,. Pour l'avenir, les paramètres climatiques de la commune estimés pour 2050 selon différents scénarios d’émission de gaz à effet de serre sont consultables sur un site dédié publié par Météo-France en novembre 2022.
| Mois                                  | jan.          | fév.           | mars          | avril           | mai             | juin           | jui.           | août           | sep.          | oct.            | nov.            | déc.            | année      |
| ------------------------------------- | ------------- | -------------- | ------------- | --------------- | --------------- | -------------- | -------------- | -------------- | ------------- | --------------- | --------------- | --------------- | ---------- |
| Température minimale moyenne (°C)     | 3,1           | 2,9            | 5,3           | 7,3             | 10,5            | 13,6           | 15,1           | 15,1           | 12,4          | 10,1            | 6               | 3,6             | 8,8        |
| Température moyenne (°C)              | 6             | 6,7            | 9,9           | 12,3            | 15,8            | 19,1           | 20,9           | 21,1           | 17,9          | 14,4            | 9,4             | 6,6             | 13,3       |
| Température maximale moyenne (°C)     | 9             | 10,6           | 14,6          | 17,3            | 21,1            | 24,5           | 26,8           | 27,1           | 23,4          | 18,7            | 12,9            | 9,6             | 18         |
| Record de froid (°C) date du record   | −8,2 07.01.09 | −12,6 09.02.12 | −8,7 01.03.05 | −3,3 21.04.1991 | 1,4 05.05.19    | 5,6 08.06.1989 | 7,4 13.07.1993 | 7,3 30.08.1988 | 3 19.09.1994  | −2,5 30.10.1997 | −6,9 21.11.1993 | −8,9 30.12.1996 | −12,6 2012 |
| Record de chaleur (°C) date du record | 19 01.01.22   | 25,5 27.02.19  | 26,4 20.03.05 | 30,7 30.04.05   | 33,7 16.05.1992 | 38,1 18.06.22  | 40,7 23.07.19  | 40,6 24.08.23  | 37,4 12.09.22 | 33,1 01.10.23   | 25,1 08.11.15   | 19 07.12.00     | 40,7 2019  |
| Précipitations (mm)                   | 79,8          | 60,4           | 60,1          | 79,4            | 77,3            | 65,2           | 50,4           | 55,9           | 70,7          | 79,7            | 90,2            | 93,2            | 862,3      |

## Urbanisme

### Typologie
Au 1er janvier 2024, Saint-Martial-Viveyrol est catégorisée commune rurale à habitat très dispersé, selon la nouvelle grille communale de densité à 7 niveaux définie par l'Insee en 2022.
Elle est située hors unité urbaine et hors attraction des villes,.

### Occupation des sols
L'occupation des sols de la commune, telle qu'elle ressort de la base de données européenne d’occupation biophysique des sols Corine Land Cover (CLC), est marquée par l'importance des territoires agricoles (88,3 % en 2018), une proportion identique à celle de 1990 (88,3 %). La répartition détaillée en 2018 est la suivante : 
terres arables (75,7 %), zones agricoles hétérogènes (12 %), forêts (11,7 %), prairies (0,6 %). L'évolution de l’occupation des sols de la commune et de ses infrastructures peut être observée sur les différentes représentations cartographiques du territoire : la carte de Cassini (XVIIIe siècle), la carte d'état-major (1820-1866) et les cartes ou photos aériennes de l'IGN pour la période actuelle (1950 à aujourd'hui).

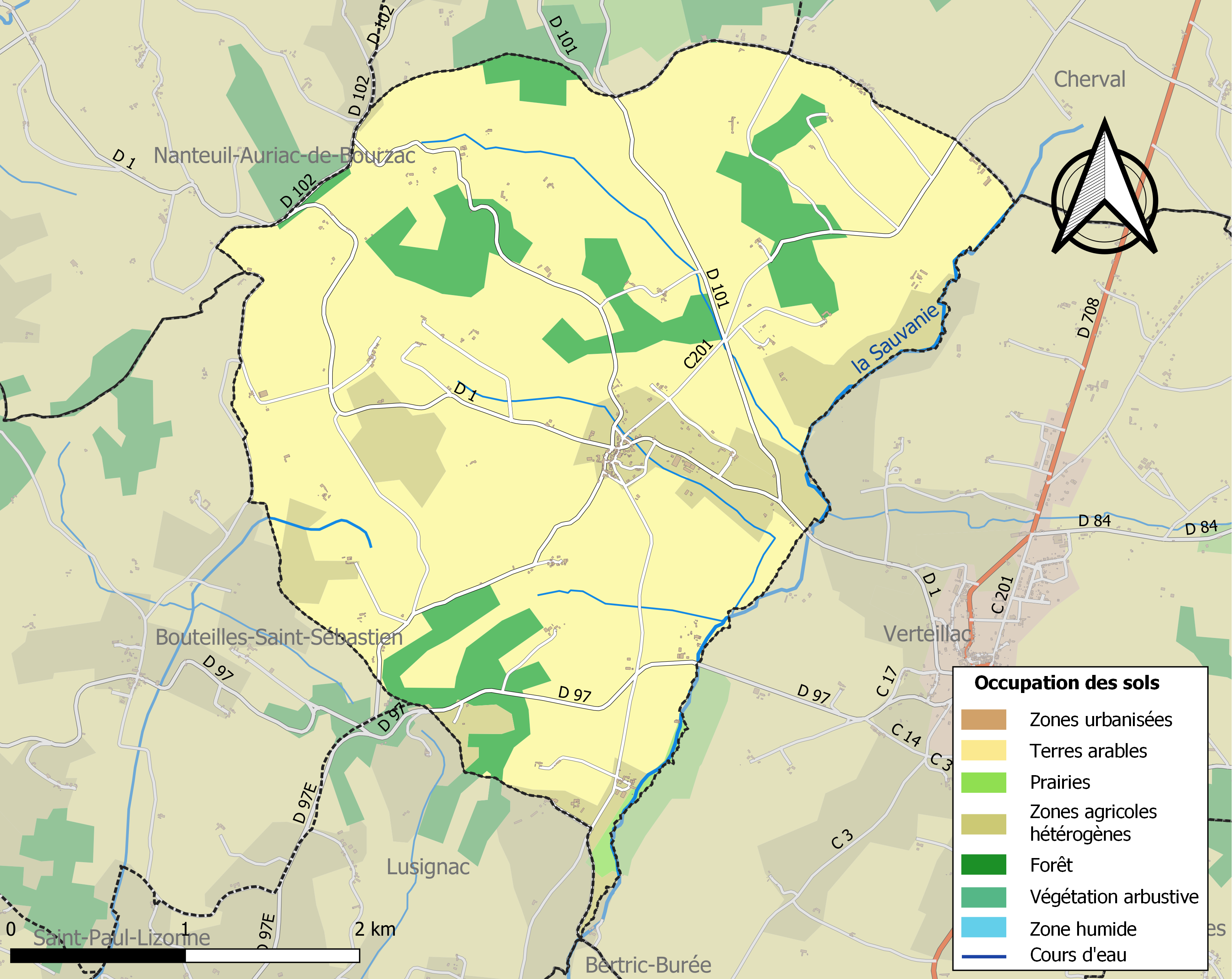
Carte des infrastructures et de l'occupation des sols de la commune en 2018 (CLC).

### Prévention des risques
Le territoire de la commune de Saint-Martial-Viveyrol est vulnérable à différents aléas naturels : météorologiques (tempête, orage, neige, grand froid, canicule ou sécheresse), feux de forêts, mouvements de terrains et séisme (sismicité faible). Un site publié par le BRGM permet d'évaluer simplement et rapidement les risques d'un bien localisé soit par son adresse soit par le numéro de sa parcelle.
Saint-Martial-Viveyrol est exposée au risque de feu de forêt. L’arrêté préfectoral du 14 mars 2013 fixe les conditions de pratique des incinérations et de brûlage dans un objectif de réduire le risque de départs d’incendie. À ce titre, des périodes sont déterminées : interdiction totale du 15 février au 15 mai et du 15 juin au 15 octobre, utilisation réglementée du 16 mai au 14 juin et du 16 octobre au 14 février. En septembre 2020, un plan inter-départemental de protection des forêts contre les incendies (PidPFCI) a été adopté pour la période 2019-2029,.

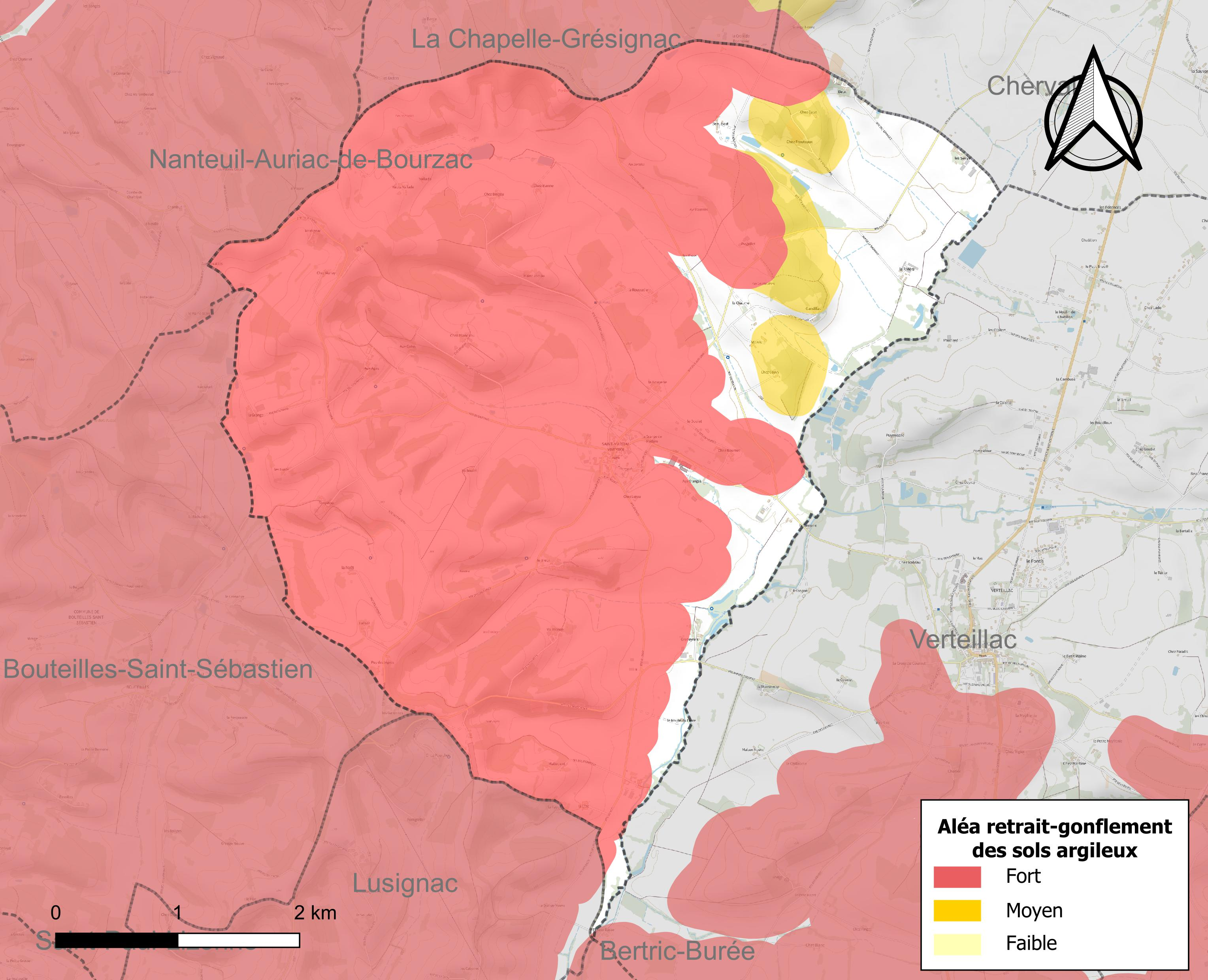
Carte des zones d'aléa retrait-gonflement des sols argileux de Saint-Martial-Viveyrol.

Les mouvements de terrains susceptibles de se produire sur la commune sont des tassements différentiels. Le retrait-gonflement des sols argileux est susceptible d'engendrer des dommages importants aux bâtiments en cas d’alternance de périodes de sécheresse et de pluie. 84,9 % de la superficie communale est en aléa moyen ou fort (58,6 % au niveau départemental et 48,5 % au niveau national métropolitain). Depuis le 1er octobre 2020, en application de la loi ÉLAN, différentes contraintes s'imposent aux vendeurs, maîtres d'ouvrages ou constructeurs de biens situés dans une zone classée en aléa moyen ou fort,.
La commune a été reconnue en état de catastrophe naturelle au titre des dommages causés par les inondations et coulées de boue survenues en 1982, 1983, 1999 et 2003, par la sécheresse en 1989 et 2003 et par des mouvements de terrain en 1999.

## Toponymie
Le nom officiel de la commune s'écrit Saint-Martial-Viveyrol, mais il est parfois orthographié Saint-Martial-Viveyrols.
Le nom de la commune se réfère à saint Martial, évêque de Limoges au IIIe siècle, et au mot occitan viveyrol signifiant « vivier », pouvant correspondre soit à un étang utilisé pour l'élevage des poissons, soit à une prairie humide.
En occitan, la commune porte le nom de Sent Marçau de Vivairòus.

## Histoire
Des traces paléolithiques et gallo-romaines ont été trouvées sur la commune à plusieurs endroits à la suite de travaux de canalisation.
Le village, dans une forme autre, a dû être formé aux alentours du Ve siècle, puis s'est développé aux VIIIe et IXe siècles.
Les différents seigneurs (de Lageard, de Badillac, Alexandre, Jussac d'Ambleville, Patronnier de Gandillac, etc.) ont eu une influence sur l'agrandissement de la commune et dans l'aménagement du territoire.
L’église (sous la forme d’une crypte, laquelle abritait l'entrée d'un souterrain menant au château du bourg) aurait été bâtie à la fin du Xe siècle, pour être reconstruite au XIe siècle dans sa forme rectangulaire actuelle.
La première mention écrite connue du lieu remonte en l'an 1341, sous la forme « Saint Martial de Vivayrols ».
Dans la période templière, l'église forteresse appartenait à la commanderie du Soulet (à Gout-Rossignol).
Au cours des siècles, le village s'est imposé comme lieu de foires (trois annuelles au XVIIIe siècle, ), et lieu de rassemblement pour les seigneurs des alentours.
La Révolution a vu la destruction de quelques maisons fortes et tourelles des châteaux.
La commune a compté jusqu'à 2 000 personnes. La révolution industrielle et le dépeuplement des campagnes ont accéléré la chute de la démographie.
Les trois guerres des XIXe et XXe siècles ont meurtri plusieurs familles (21 morts pour la Première Guerre mondiale).
Ce bourg possédait plusieurs foires et différents métiers étaient représentés. En 1892, on dénombrait :
1 artisan tisserand,
2 artisans tailleurs d’habits,
1 artisan couvreur,
2 artisans charpentiers,
2 artisans menuisiers,
3 artisans maçons,
77 exploitants agricoles,
2 artisans forgerons,
2 artisans meuniers,
1 artisan boulanger,
1 artisan cordonnier,
20 domestiques,
21 servantes,
1 curé,
2 instituteurs.

## Politique et administration

### Administration municipale
La population de la commune étant comprise entre 100 et 499 habitants au recensement de 2017, onze conseillers municipaux ont été élus en 2020,.

### Liste des maires

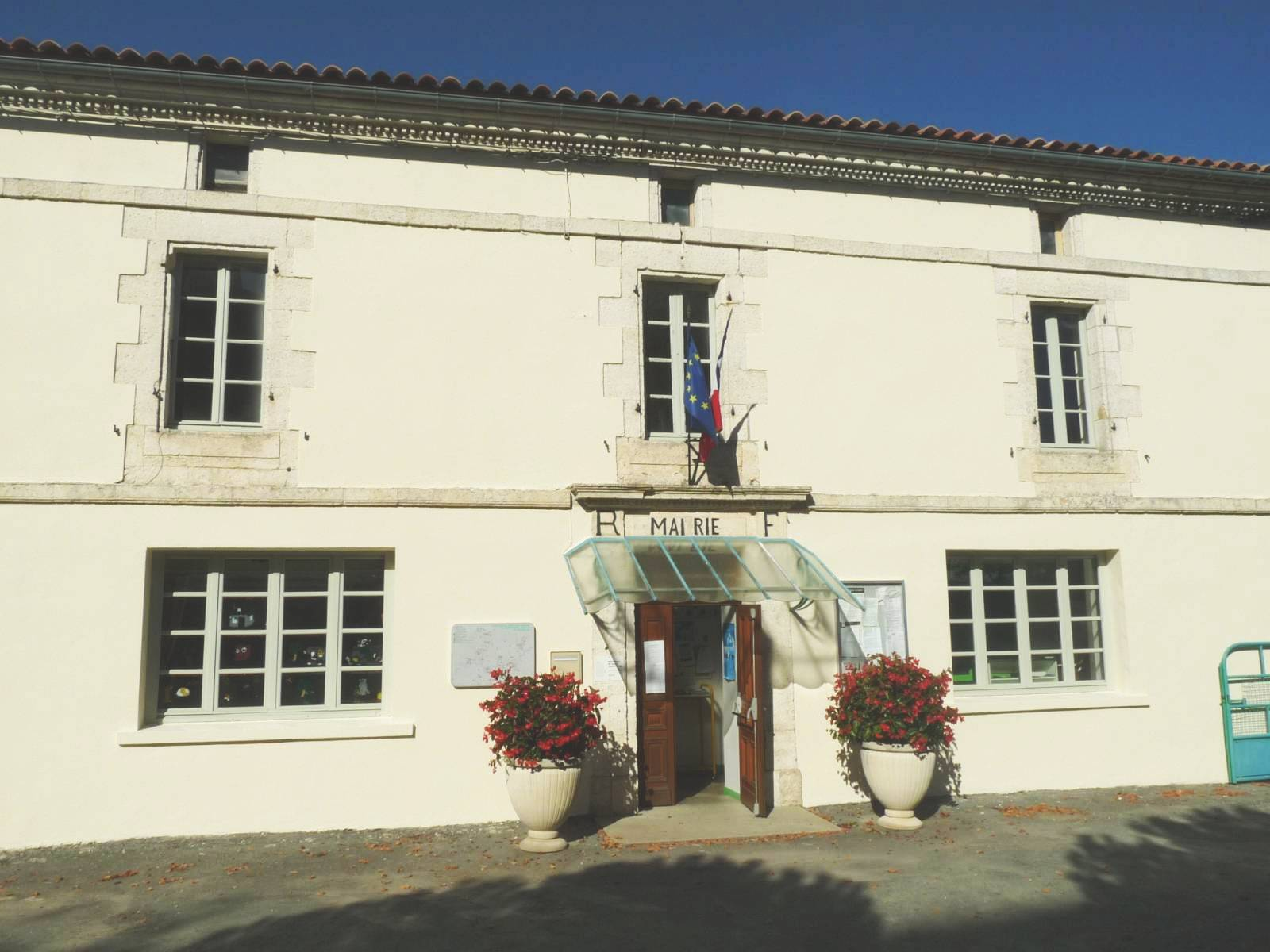
La mairie.

| Période                                  | Période    | Identité                       | Étiquette | Qualité                                                           |
| ---------------------------------------- | ---------- | ------------------------------ | --------- | ----------------------------------------------------------------- |
| Les données manquantes sont à compléter. |            |                                |           |                                                                   |
| an III (1794)                            | an VIII    | Marc-Pierre Alcerne            |           | Officier public                                                   |
| an IX                                    | 1808       | François Ladoire Beaubois      |           |                                                                   |
| 1808                                     | 1815       | M. Patronnier de Gandillac     |           |                                                                   |
| 1816                                     | 1826       | Marc-Pierre Alcerne (Lafon)    |           |                                                                   |
| 1826                                     | 1832       | D. de Gandillac                |           |                                                                   |
| 1833                                     | 1845       | Pierre Alcerne                 |           |                                                                   |
| 1845                                     | 1852       | Jules de Gandillac             |           |                                                                   |
| 1852                                     | 1857       | Pierre Thomas                  |           |                                                                   |
| 1858                                     | 1870       | M. Gabaud                      |           |                                                                   |
| 1870                                     | 1875       | Eugène Gros                    |           |                                                                   |
| 1875                                     | 1888       | Blaise Blois                   |           |                                                                   |
| 1888                                     | 1892       | Léonard Chaumette              |           |                                                                   |
| 1893                                     | 1895       | Adrien Patronnier de Gandillac |           |                                                                   |
| 1896                                     | 1907       | Philippe Ducher                |           |                                                                   |
| 1907                                     | 1914       | Pierre Martinot                |           |                                                                   |
| 1914                                     | 1918       | Jean-Émile Faure               |           | Maire adjoint faisant fonctions de maire                          |
| 1918                                     | 1920       | Pierre Martinot                |           |                                                                   |
| 1920                                     | 1924       | Jean-Émile Faure               |           |                                                                   |
| 1925                                     | 1933       | Jean-Angel Beaudout            |           |                                                                   |
| 1933                                     | 1933       | Jean-Jules Vincent             |           | Adjoint faisant fonctions de maire                                |
| 1934                                     | 1937       | Jean-Angel Beaudout            |           |                                                                   |
| 1937                                     | 1947       | Jean-Auguste Bertrand          |           | Adjoint faisant fonctions de maire, puis maire                    |
| 1947                                     | 1965       | Raoul Salat                    |           |                                                                   |
| 1965                                     | 1971       | Robert Moran                   |           |                                                                   |
| 1971                                     | 1983       | René Ledu                      |           |                                                                   |
| 1983                                     | 1995       | Marc Étourneaud                | UDF-Rad.  | Retraité militaire Conseiller général de Verteillac (1985 → 1998) |
| 1995                                     | 2001       | Michelle Robert                |           | Retraitée                                                         |
| mars 2001                                | avril 2014 | André Martin                   | UMP       | Retraité commercial                                               |
| avril 2014                               | mai 2016   | Christophe Duvergt             |           |                                                                   |
| mai 2016                                 | août 2016  | Virginie Mouche                |           | Première adjointe faisant fonctions de maire                      |
| août 2016 (réélue en mai 2020)           | En cours   | Virginie Mouche                |           |                                                                   |

### Jumelages

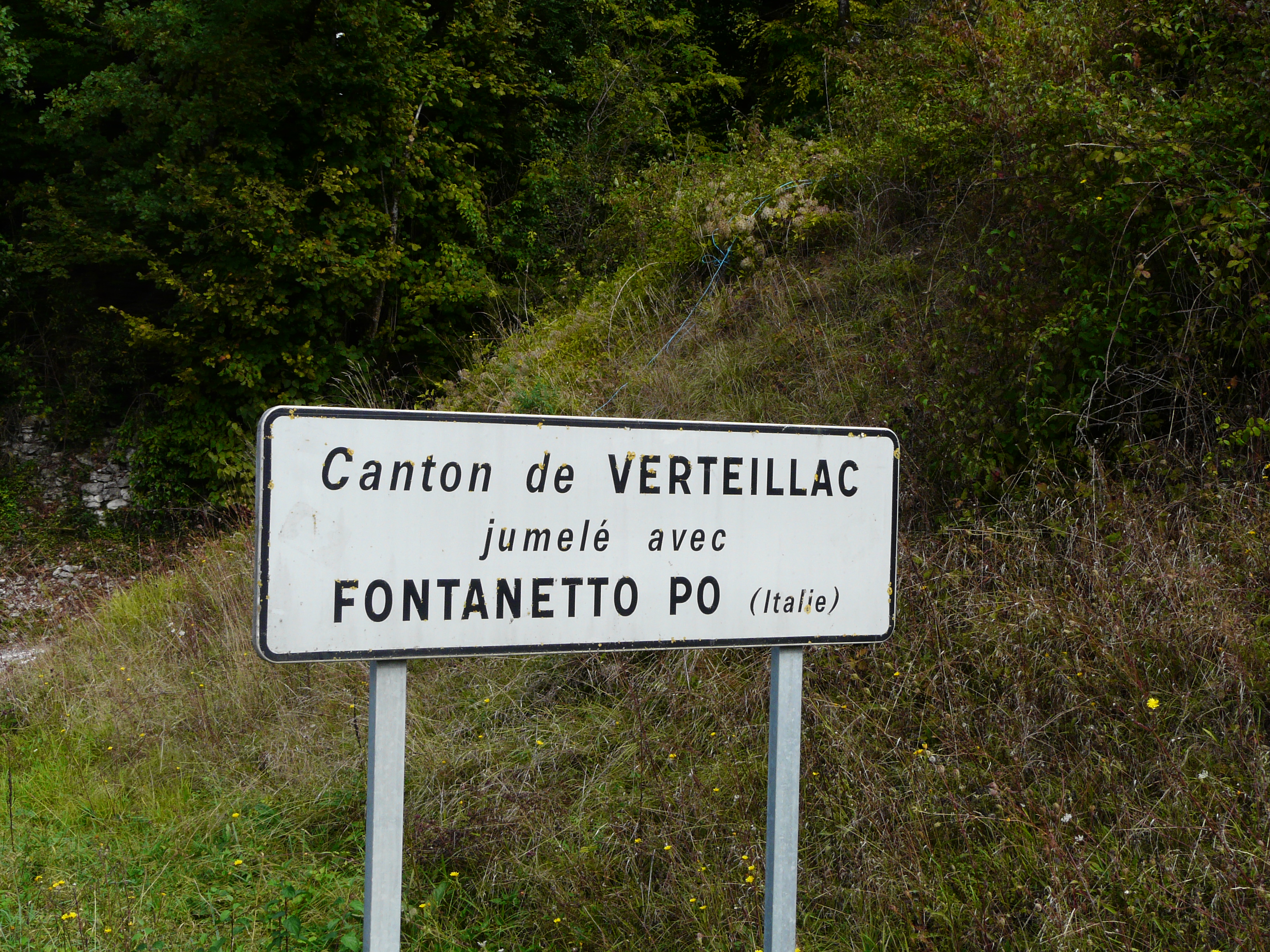
Panneau de jumelage du canton avec Fontanetto Po.

L'ensemble des communes de l'ancien canton de Verteillac, dont faisait partie Saint-Martial-Viveyrol, est jumelé avec la commune italienne de Fontanetto Po depuis 1988.

## Équipements et services publics

### Justice
En 2023, dans le domaine judiciaire, Saint-Martial-Viveyrol relève : 
- du tribunal judiciaire, du tribunal pour enfants, du conseil de prud'hommes et du tribunal de commerce de Périgueux ;
- du pôle Nationalité du tribunal judiciaire de Périgueux (compétent uniquement dans le domaine de la nationalité) ;
- de la cour d'appel, du tribunal administratif et de la  cour administrative d'appel de Bordeaux.

## Population et société

### Démographie
Les habitants de Saint-Martial-Viveyrol se nomment les Saint Martialais Viveyrolis.
L'évolution du nombre d'habitants est connue à travers les recensements de la population effectués dans la commune depuis 1793. Pour les communes de moins de 10 000 habitants, une enquête de recensement portant sur toute la population est réalisée tous les cinq ans, les populations de référence des années intermédiaires étant quant à elles estimées par interpolation ou extrapolation. Pour la commune, le premier recensement exhaustif entrant dans le cadre du nouveau dispositif a été réalisé en 2005.

En 2022, la commune comptait 184 habitants, en évolution de −6,12 % par rapport à 2016 (Dordogne : +0,37 %, France hors Mayotte : +2,11 %).
| 1793 | 1800 | 1806 | 1821 | 1831 | 1836 | 1841 | 1846 | 1851 |
| ---- | ---- | ---- | ---- | ---- | ---- | ---- | ---- | ---- |
| 744  | 697  | 765  | 791  | 870  | 737  | 645  | 724  | 699  |

| 1856 | 1861 | 1866 | 1872 | 1876 | 1881 | 1886 | 1891 | 1896 |
| ---- | ---- | ---- | ---- | ---- | ---- | ---- | ---- | ---- |
| 702  | 674  | 658  | 619  | 655  | 570  | 548  | 533  | 532  |

| 1901 | 1906 | 1911 | 1921 | 1926 | 1931 | 1936 | 1946 | 1954 |
| ---- | ---- | ---- | ---- | ---- | ---- | ---- | ---- | ---- |
| 509  | 506  | 462  | 407  | 408  | 432  | 408  | 417  | 357  |

| 1962 | 1968 | 1975 | 1982 | 1990 | 1999 | 2005 | 2006 | 2010 |
| ---- | ---- | ---- | ---- | ---- | ---- | ---- | ---- | ---- |
| 339  | 318  | 264  | 271  | 267  | 235  | 230  | 225  | 206  |

| 2015 | 2020 | 2022 | - | - | - | - | - | - |
| ---- | ---- | ---- | - | - | - | - | - | - |
| 196  | 186  | 184  | - | - | - | - | - | - |

### Manifestations culturelles et festivités
La fête de saint Martial est célébrée le premier week-end de septembre.

## Économie
Les activités économiques sur la commune se résument aux exploitations agricoles, aux artisans, à un paysagiste et un restaurant. Trois gîtes sont également en location.

### Emploi
En 2015, parmi la population communale comprise entre 15 et 64 ans, les actifs représentent 90 personnes, soit 45,9 % de la population municipale. Le nombre de chômeurs (neuf) a augmenté par rapport à 2010 (six) et le taux de chômage de cette population active s'établit à 10,0 %.

### Établissements
Au 31 décembre 2015, la commune compte trente-cinq établissements, dont treize au niveau des commerces, transports ou services, onze dans l'agriculture, la sylviculture ou la pêche, quatre dans l'industrie, quatre dans la construction, et trois relatifs au secteur administratif, à l'enseignement, à la santé ou à l'action sociale.

## Culture locale et patrimoine

### Lieux et monuments
- L'église paroissiale Saint-Martial est une église fortifiée datant des XIIe et XIIIe siècles, ancienne possession templière, possédant une salle d'armes, non accessible aux visiteurs. Elle abrite une vaste salle ouverte par  onze baies (dont deux aveuglées - façade ouest désormais) avec des trous pour l’installation des hourds en bois. Jusqu’à la fin de la Renaissance, le toit et le clocher n’existaient pas. On y accède par un étroit escalier à vis (façade sud), noyau plein, bien conservé et peu éclairé. La salle s’abaisse au-dessus du chœur. Celle-ci servait de refuge lors des attaques. Elle est inscrite au titre des monuments historiques depuis 1926[59],[60].

Église forteresse
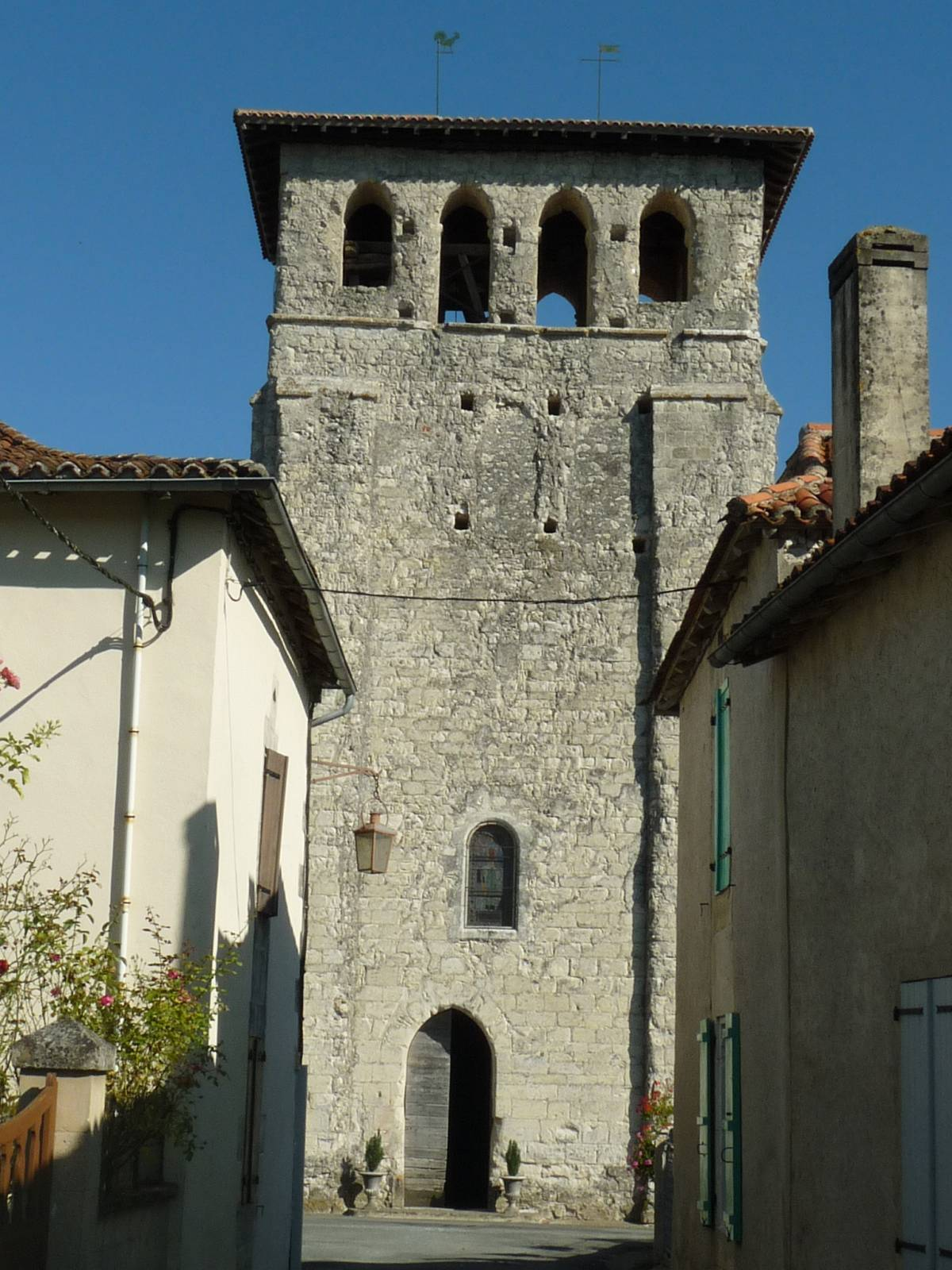
Le clocher.
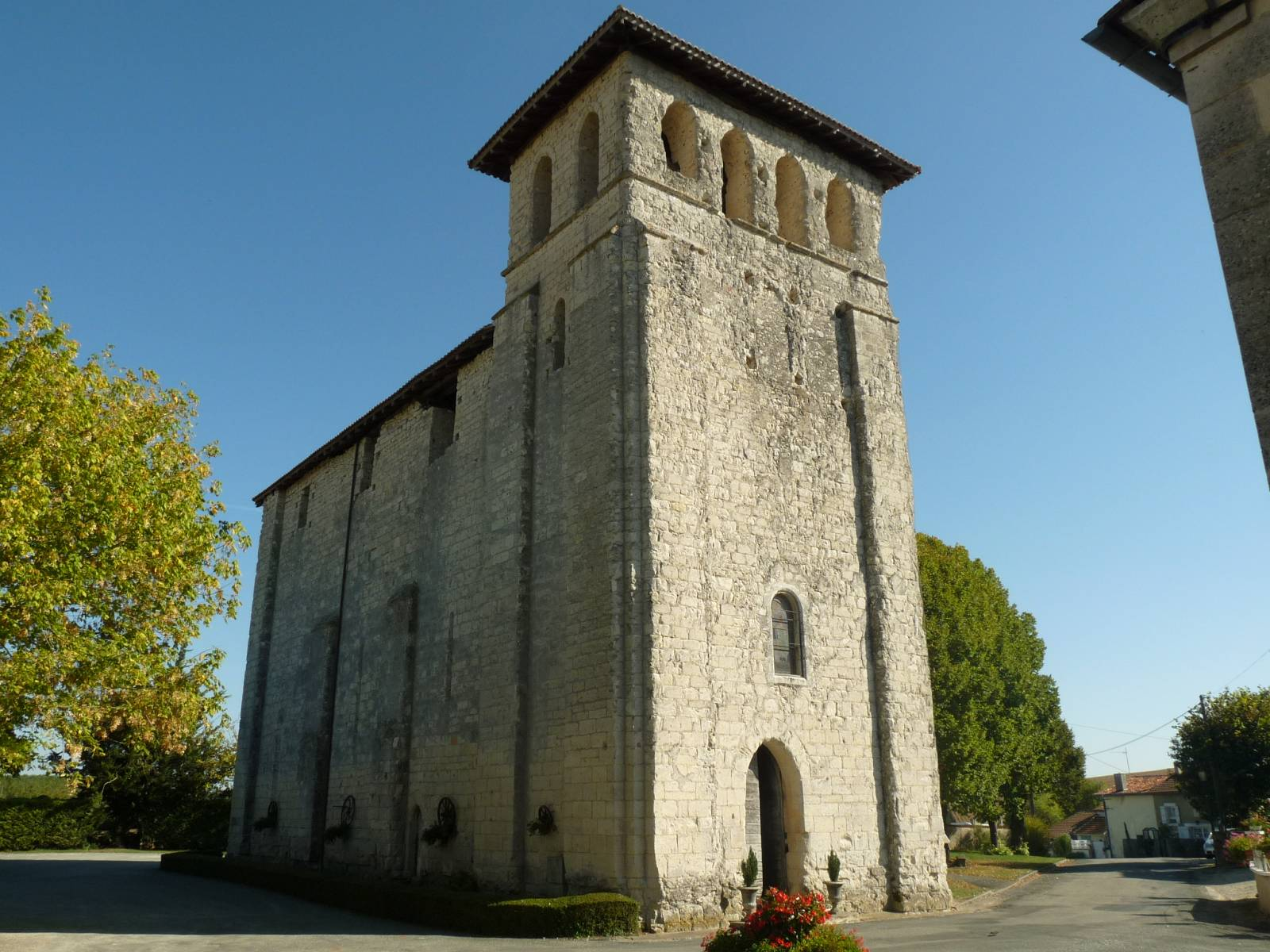
La façade.
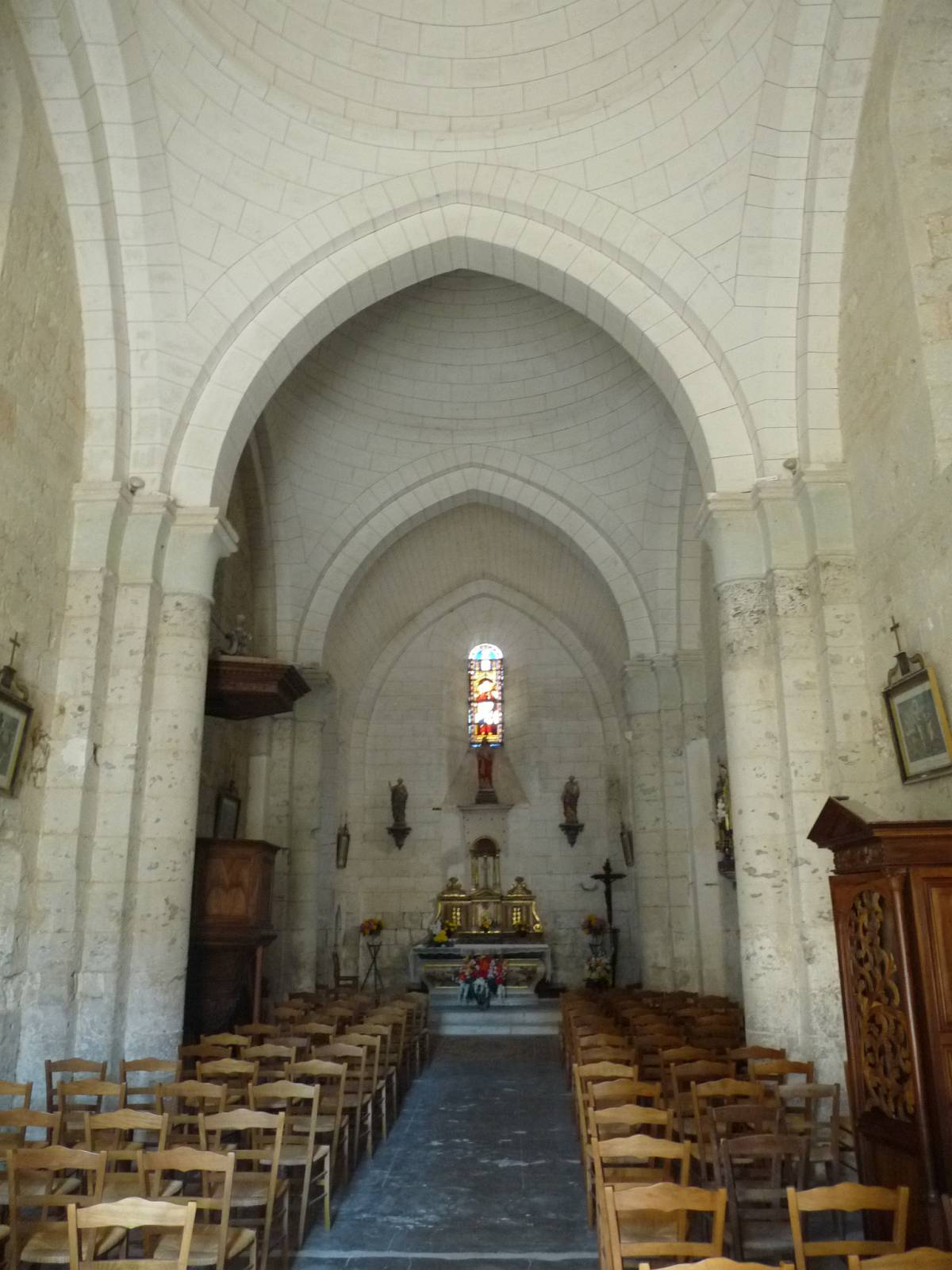
La nef.

- Château de Fontpitou, propriété privée, non visitable
- Château de Gandillac, XVe et XVIIIe siècles, propriété privée classée, non visitable
- Château de Saint-Martial-Viveyrol, XVe siècle, propriété privée, non visitable, ancienne demeure des Jussac d'Ambleville, des De Lageard et des De Badillac.
- Nombreux puits, maisons anciennes.

### Patrimoine naturel
Au nord-est, en bordure des communes de Cherval et Verteillac, une petite partie du territoire communal correspond à une zone naturelle d'intérêt écologique, faunistique et floristique (ZNIEFF) de type II : le plateau de Cherval, remarquable pour sa variété d'oiseaux dont plusieurs font l'objet d'une protection par la directive européenne : Bruant ortolan (Emberiza hortulana), Busard cendré (Circus pygargus), Busard Saint-Martin (Circus cyaneus), Engoulevent d'Europe (Caprimulgus europaeus), Grande Outarde (Otis tarda), Pie-grièche écorcheur (Lanius collurio), Pipit rousseline (Anthus campestris),.

### Personnalités liées à la commune
- Maurice Patronnier de Gandillac (1906-2006), philosophe ; dans les années 1930, il signa ses articles « Martial Viveyrol » dans l'hebdomadaire allemand Sept en référence à ce village[63].

## Pour approfondir